# The Ultimate Collection 1968-2003
The Ultimate Collection 1968-2003 es un álbum recopilatorio del músico británico Joe Cocker, publicado por la compañía discográfica Parlophone en diciembre de 2003.

## Lista de canciones

### Disco 1
1. "Unchain My Heart" - 5:04
2. "Feelin' Alright" - 4:11
3. "Summer in the City" - 3:50
4. "You Can Leave Your Hat On" - 4:14
5. "Up Where We Belong" - 3:56
6. "You Are So Beautiful" - 2:42
7. "With a Little Help from My Friends" - 5:11
8. "Cry Me a River" (live) - 4:00
9. "The Letter" (live) - 4:25
10. "Delta Lady" - 2:51
11. "Many Rivers to Cross" - 3:46
12. "When the Night Comes" - 4:46
13. "Night Calls" - 3:26
14. "Don't You Love Me Anymore" - 5:10
15. "She Came in Through the Bathroom Window" - 2:39

### Disco 2
1. "Could You Be Loved" - 4:15
2. "Civilized Man" - 3:53
3. "First We Take Manhattan" - 3:44
4. "The Simple Things" - 4:46
5. "N'Oubliez Jamais" - 4:41
6. "That's All I Need to Know" (live) - 4:03
7. "Have a Little Faith in Me" - 4:41
8. "Don't Let the Sun Go Down on Me" - 5:31
9. "Now That the Magic Has Gone" - 4:41
10. "Sweet Little Woman" - 4:03
11. "(All I Know) Feels Like Forever" - 4:42
12. "My Father's Son" - 4:31
13. "Sorry Seems to Be the Hardest Word" - 4:00
14. "Never Tear Us Apart" - 4:04
15. "Ruby Lee" - 7:44

## Posición en listas
| País              | Lista                 | Posición |
| ----------------- | --------------------- | -------- |
| Alemania          | Media Control Charts  | 80       |
| Austria           | Austrian Albums Chart | 28       |
| Bélgica (Flandes) | Ultratop 200          | 15       |
| Bélgica (Valonia) | Ultratop 200          | 56       |
| Finlandia         | Finnish Albums Chart  | 30       |
| Noruega           | VG-lista Albums Chart | 14       |
| Países Bajos      | Dutch Top 40          | 11       |
| Suiza             | Swiss Albums Chart    | 44       |

## Certificaciones
| País        | Organismo certificador | Certificación | Ventas certificadas | Ref.   |
| ----------- | ---------------------- | ------------- | ------------------- | ------ |
| Reino Unido | BPI                    | Oro           | 400 000             | [ 11 ] |
| Alemania    | BVMI                   | Oro           | 100 000             | [ 12 ] |